# Léa Passion : Bébés 3D
Léa Passion : Bébés 3D (Imagine Babies 3D en Amérique du Nord ou Imagine Babyz) est un jeu vidéo de simulation développé par Dancing Dots et édité par Ubisoft sur Nintendo 3DS en octobre 2012. 
Le jeu permet d'incarner une nounou qui va traverser le monde pour s'occuper de divers bambins sur l'ensemble du globe.

## Système de jeu
Le joueur incarne une apprentie nounou qui devra garder des bébés dans le monde entier pour aller aider des familles cosmopolites. Le joueur peut personnaliser son personnage, qui apparaîtra dans les phases de dialogue. Le jeu commence au siège d'une agence, face à la directrice. Pour chaque mission, le joueur a droit à un briefing. Divers objectifs seront donnés et pour les accomplir, il faudra réussir des mini-jeux variés comme pour apprendre un nouveau mot au bébé ou encore l'endormir.
Pour chaque activité, l'écran supérieur montre le bébé et l'écran tactile permet d'interagir avec lui pour réussir la mission. Quand une tâche liée à un objectif est effectuée, une étoile est décernée au joueur et celles-ci permettent de déverrouiller des niveaux bonus. Au fur et à mesure des missions, le joueur monte en grade et décroche des missions de plus en plus difficiles.

## Liste des missions jouables
| Enfant           | Mère ou tutrice et profession exercée   | Père ou tuteur et profession exercée |
| ---------------- | --------------------------------------- | ------------------------------------ |
| Lucie Belamour   | Juliette (chanteuse)                    | Armand (Peintre)                     |
| Luke Skyler      | Miranda (créatrice de jeux vidéo)       | Ben (concepteur de jeu vidéo)        |
| Junior Carson    | Nancy (Directrice de campagne)          | William (Politicien puis Maire)      |
| Adah Bashir      | Wasna (Scientifique)                    | Ramesh (Scientifique)                |
| Maha Rajat       | Tanuja (Star de cinéma Bollywood        | Arjun (Producteur)                   |
| Angelo Cappella  | Isabella (Critique d'art)               | Enzo (Photographe de mode)           |
| Lola De La Vega  | Olivia (Directrice d'agence de nounous) |                                      |
| Elza Oliveira    | Carmen (Présentatrice de Télévision)    | José (Pilote de Course)              |
| Mei Zing         | Ming (Championne de natation)           | Shen (Entraîneur)                    |
| Julian Sun       | Michelle (Violoniste)                   | Huang (Pianiste et Chef d'Orchestre) |
| Ally McGuire     | Jenny (Avocate)                         | Noah (Avocat)                        |
| Koffi Wismilk    | Tissina (Aventurière)                   | John.T (Diplomate)                   |
| Antoinette Bakar | Josiane (Grand-Mère)                    | Moussa (Pilote d'Avion)              |
| Isaad Al Ayed    |                                         | Waleed Al Ayed (Emir)                |
| Yoshi Kimura     |                                         | Sageru Nakata (Majordome)            |

## Liste des villes à visiter
- Paris (France)
- San Francisco (États-Unis
- New York (États-Unis)
- New Delhi  (Inde)
- Bombay (Inde)
- Rome (Italie)
- Mexico (Mexique)
- Rio de Janeiro (Brésil)
- Shanghaï (Chine)
- Singapour (Singapour)
- Johannesburg (Afrique Du Sud)
- Dakar  (Sénégal)
- Dubaï (Émirats arabes unis)
- Sydney (Australie)
- Tokyo (Japon)

## Accueil
- Jeuxvideo.com : 13/20[1]